# Impacto social y ambiental del aceite de palma
El aceite de palma, producido a partir de la palma aceitera (Elaeis spp.), es una fuente básica de ingresos para muchos agricultores del sudeste asiático, África central y occidental, América central y del sur. Se utiliza localmente como aceite de cocina, se exporta para su uso en muchos alimentos comerciales y productos de cuidado personal y se convierte en biocombustible. Produce hasta 10 veces más aceite por unidad de superficie que la soja (Glycine max), la colza (Brassica napus) o el girasol (Helianthus annuus).
Las palmas aceiteras producen el 38% de la producción mundial de aceite vegetal en el 6% de las tierras agrícolas de aceite vegetal del mundo. Las plantaciones de palma aceitera, típicamente monocultivos, están bajo un escrutinio cada vez mayor por sus efectos en el medio ambiente, incluida la pérdida de tierras forestales biodiversas que secuestran carbono.  También existe preocupación por el desplazamiento y la alteración de las poblaciones humanas y animales debido al cultivo de palma aceitera.

## Estadísticas

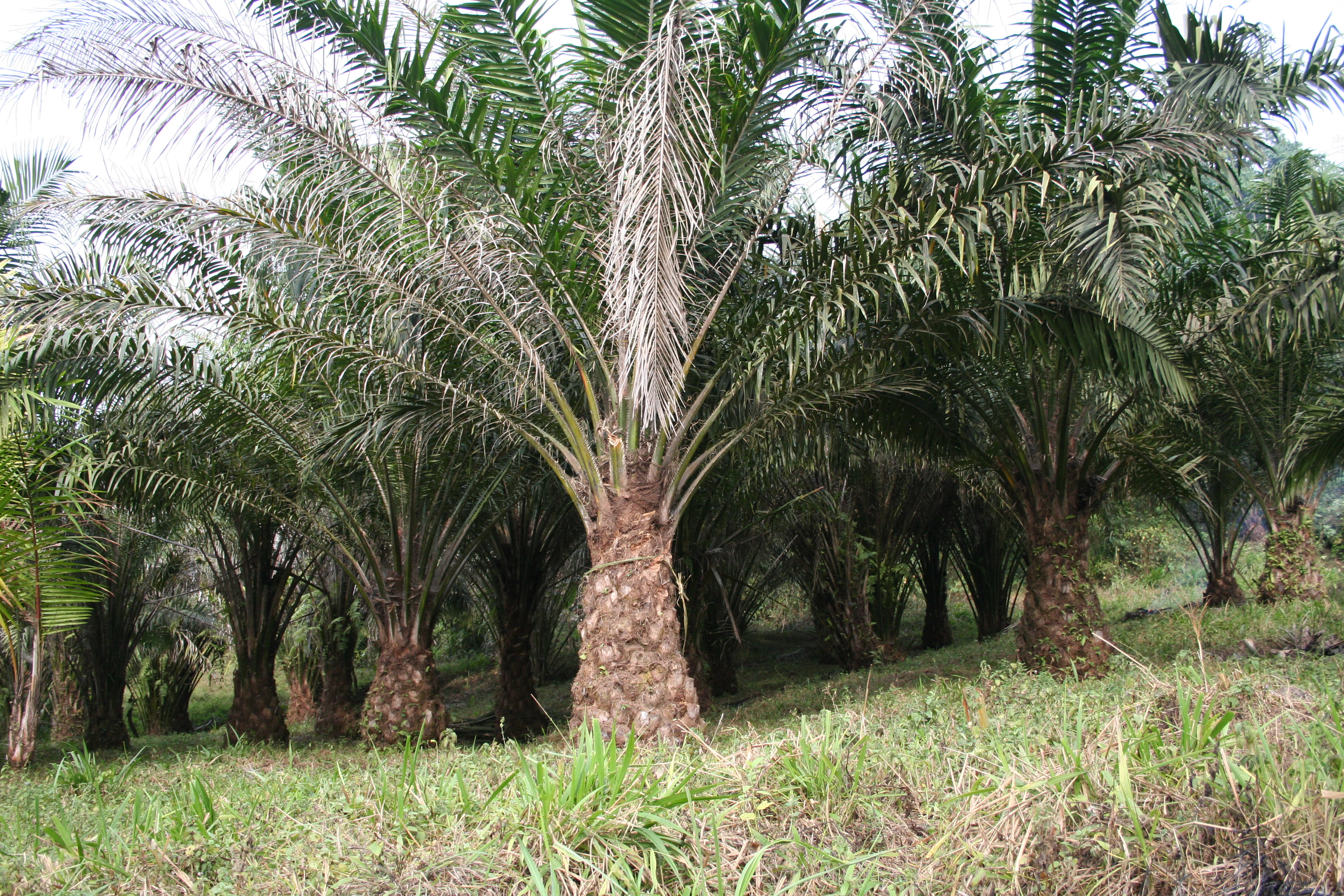
Palma africana de aceite (Elaeis guineensis)

El fruto de la palma aceitera es uno de los cultivos primarios más producidos en el mundo.

Se estima que 1,5 millones de pequeños agricultores cultivan este cultivo en Indonesia, junto con alrededor de 500 000 personas empleadas directamente en el sector en Malasia, además de aquellas relacionadas con industrias relacionadas.
En 2006, la superficie acumulada de plantaciones de palma aceitera era de aproximadamente 11 000 000 hectáreas. En 2005, la Asociación de Aceite de Palma de Malasia, responsable de aproximadamente la mitad de la cosecha mundial, estimó que gestiona alrededor de 500 millones de palmeras perennes que secuestran carbono. La demanda de aceite de palma ha ido aumentando y se espera que siga aumentando.
Entre 1967 y 2000, la superficie cultivada en Indonesia pasó de menos de 2 kilómetros cuadrados (0,8 mi²) a más de 30 kilómetros cuadrados (11,6 mi²) . La deforestación en Indonesia para obtener aceite de palma (y la tala ilegal) es tan rápida que un informe del Programa de las Naciones Unidas para el Medio Ambiente (PNUMA) de 2007 decía que la mayor parte de los bosques del país podrían haber sido destruidos para 2022. La tasa de pérdida de bosques ha disminuido en la última década.
Se pronostica que la producción mundial alcanzará un récord de 46,9 millones de toneladas en 2010, frente a los 45,3 millones de 2009, aportando Indonesia la mayor parte del aumento.

## Cuestiones sociales
La palma aceitera es un cultivo económico valioso y proporciona una fuente de empleo. Permite a los pequeños propietarios participar en la economía monetaria  y, a menudo, da como resultado mejoras en la infraestructura local y un mayor acceso a servicios como escuelas y centros de salud. En algunas zonas, el cultivo de palma aceitera ha reemplazado las prácticas tradicionales, a menudo debido al mayor potencial de ingresos del aceite de palma. La modernización de las prácticas de cultivo ha generado problemas como la inseguridad alimentaria. Este problema surge del uso intensivo de la tierra que conduce a la degradación del suelo. Como resultado, la capacidad de los lugareños para producir sus propios alimentos se ha reducido y tienen que buscar alimentos en otras áreas, ya que ya no pueden depender exclusivamente de sus tierras.
En algunos casos, la tierra ha sido desarrollada mediante plantaciones de palma aceitera sin consultar ni compensar a los pueblos indígenas que ocupan la tierra. Esto ha ocurrido en Papúa Nueva Guinea, Colombia, e Indonesia. En el estado de Sarawak en el Borneo malasio, se ha debatido si hubo un nivel apropiado de consulta con la comunidad de Long Teran Kanan antes del desarrollo de tierras locales para plantaciones de palma aceitera. La apropiación de tierras nativas ha llevado a conflictos entre las plantaciones y los residentes locales en cada uno de estos países.
Según un informe de 2008 de las ONG, entre ellas Amigos de la Tierra, las empresas de aceite de palma también habrían utilizado la fuerza para adquirir tierras de comunidades indígenas en Indonesia. Además, algunas plantaciones de palma aceitera de Indonesia dependen de mano de obra importada o de inmigrantes indocumentados, lo que ha generado preocupación sobre las condiciones laborales y los impactos sociales de estas prácticas. Las cuestiones relativas a la explotación del trabajo infantil también han generado una gran preocupación.

## Deforestación

### Pérdida de hábitat
La producción de aceite de palma requiere una deforestación intensiva y esto ha llevado a una pérdida gradual de flora y fauna en las áreas donde se talan tierras para el cultivo de aceite de palma. Las selvas tropicales de países como Malasia e Indonesia han sido los países más ideales para tener grandes plantaciones de aceite de palma, ya que proporcionan el clima más adecuado con abundantes precipitaciones y sol durante todo el año. Entre los años 1990 y 2005, la superficie total de tierra utilizada en Malasia para el cultivo de aceite de palma aumentó en 2,4 millones de hectáreas y alcanzó los 4,2 millones de hectáreas. Durante ese período, se perdieron más de 1,1 millones de hectáreas de selva tropical. La diversa biodiversidad que posee cada selva tropical ha ido disminuyendo a un ritmo rápido ya que la fauna suele ser muy frágil y fácilmente afectada por la deforestación. La fauna silvestre se ha visto más afectada en zonas donde se han talado importantes extensiones de tierra, destinadas a fines comerciales de aceite de palma, para permitir la plantación de árboles. Los animales se han visto obligados a trasladarse y han entrado cada vez más en contacto con los humanos, ya que han comenzado a deambular por las aldeas circundantes en busca de alimento. Algunos animales no han podido adaptarse y reubicarse en otros lugares, lo que ha provocado que sus poblaciones disminuyan significativamente y esto ha alterado las relaciones simbióticas que la flora y la fauna tienen con su hábitat. La deforestación afecta negativamente a la biodiversidad cuando los bosques se convierten en plantaciones y deja una riqueza de especies relativamente baja en los bosques primarios en comparación con los bosques no perturbados. Una especie que suscita especial preocupación es el orangután de Borneo, que se encuentra en peligro crítico de extinción. Un estudio notable de 2018 mostró que entre 1999 y 2015, más de 100 000 orangutanes se perdieron debido a la explotación insostenible de recursos naturales (incluida la industria del aceite de palma). Este número se obtuvo rastreando el número de nidos durante este período de estudio de 16 años. Los resultados muestran que los nidos disminuyeron de 22,5 nidos por kilómetro al comienzo del estudio a 10,1 nidos por kilómetro al final del estudio. Por otro lado, el cultivo de E. guineensis también ayuda a impulsar aún más las invasiones de especies, por ejemplo de la hormiga Anoplolepis gracilipes en el sudeste asiático. La biodiversidad sufre en casi todos los taxones: Room (1975) y Fayle et al (2010) lo encuentran en el caso de las hormigas, Danielsen y Heegaard (1995) en el caso de los murciélagos y primates, Liow et al (2001) en el de las abejas, Chung et al (2000) en el de los escarabajos, Peh et al (2006) en el de las aves, Davis y Philips (2005) para escarabajos peloteros, Hassall et al (2006) para isópodos, Glor et al (2001) para lagartos, Chang et al (1997) para mosquitos, Chey (2006) para polillas y Bernard et al (2009) para pequeños mamíferos. Casi todos los taxones también sufren pérdida de abundancia, pero hay excepciones, especies que aumentan la abundancia pero aun así pierden riqueza de especies: Davis y Philips (2005) lo encuentran en los escarabajos peloteros, Hassall et al (2006) en los isópodos, Glor et al (2001) en los lagartos y Danielsen y Heegaard (1995) en murciélagos. La excepción muy inusual son las abejas, que según Liow et al (2001) pierden abundancia pero ganan diversidad de especies en la palma aceitera.

### Degradación de los suelos
El proceso de eliminación de la flora existente y plantación de palma aceitera es perjudicial para la calidad del suelo. Cuando se elimina la flora existente para dar paso a las nuevas plantas, el suelo que la rodea a menudo se erosiona. Cuando se plantan palmeras de aceite, se utilizan grandes cantidades de fertilizantes y pesticidas para asegurar un rápido crecimiento y la salud de cada árbol. Las palmas aceiteras más jóvenes absorben los nutrientes más valiosos del suelo, lo que degrada la calidad del suelo. A medida que los árboles jóvenes absorben los nutrientes, se produce un agotamiento de los nutrientes y, en consecuencia, hay un nivel más bajo de nutrientes restantes para otros árboles. Este problema es también otra causa del mayor uso de fertilizantes durante el proceso de producción de aceite de palma. Las distancias entre palmeras de aceite adyacentes en las plantaciones también se han diseñado para que sean muy cercanas a fin de optimizar el uso del limitado espacio disponible. Esto ha impactado aún más la calidad del suelo porque a medida que los árboles crecen, requieren más minerales y agua del suelo. Debido a las cortas distancias entre los árboles, existe un suministro limitado de nutrientes de los que los árboles pueden depender, lo que lleva a que los trabajadores de las plantaciones suministren a los árboles mayores cantidades de fertilizantes, pesticidas y agua. Este proceso daña aún más el estado del suelo y dificulta la supervivencia de la flora y la fauna existentes en la zona. Tuma et al (2019) encuentran que la sustitución de bosques por plantaciones de palma aceitera reduce el número de especies bioturbadoras, aunque no el volumen real de bioturbación realizada.
En países tropicales como Malasia e Indonesia, donde se encuentran la mayoría de las plantaciones de palma aceitera, hay lluvias continuas y exposición al sol durante todo el día. Las plantaciones de palma aceitera ubicadas geográficamente cerca de los ríos han exacerbado los impactos en las comunidades locales circundantes. Esto se debe al mayor uso de fertilizantes y pesticidas, lo que ha llevado a que las frecuentes lluvias arrastren mayores cantidades de ambos a los ríos. Esto es un problema porque los ríos son fundamentales para la vida diaria de los aldeanos locales. Utilizan el agua del río para consumo personal y también utilizan el río como fuente de alimento, lo que los hace vulnerables a los residuos de fertilizantes y pesticidas. El agua no tratada a la que están expuestos los aldeanos locales puede causar efectos perjudiciales para la salud, incluidas enfermedades como el cólera, E. coli y el envenenamiento por plomo.
Los daños causados por la erosión del suelo y su mala calidad también han afectado los medios de vida de muchos aldeanos locales que viven cerca de estas plantaciones de palma aceitera, ya que ya no pueden depender únicamente de sus tierras para el cultivo de alimentos y madera. Los aldeanos locales ahora se inclinan a buscar nuevas fuentes de alimentos y materiales para refugiarse. Como resultado, los aldeanos locales se han visto indirectamente obligados a mudarse y reubicarse dependiendo del alcance de la pérdida de plantas y animales nativos de la zona. Esto ha generado complicaciones económicas, ya que los gobiernos ahora necesitan reasignar sus recursos para apoyar a estas comunidades típicamente marginadas.

## Otros impactos ambientales
En Indonesia, la creciente demanda de aceite de palma y madera ha provocado la tala de bosques tropicales en los parques nacionales del país. Según un informe de 2007 publicado por el PNUMA, al ritmo de deforestación en ese momento, se estima que el 98 por ciento de los bosques de Indonesia serían destruidos para 2022 debido a la tala legal e ilegal, los incendios forestales y el desarrollo de plantaciones de palma aceitera.
Malasia, el segundo mayor productor de aceite de palma, se ha comprometido a conservar un mínimo del 50 por ciento de su superficie total como bosques. En 2010, el 58 por ciento de Malasia estaba cubierta de bosques.
El cultivo de palma aceitera ha sido criticado por: 
- Emisiones de gases de efecto invernadero. La deforestación en áreas tropicales representa aproximadamente el 10 por ciento del CO2 producido por el hombre, y es un factor que conduce a un cambio climático peligroso.[47]
- Destrucción de hábitat, lo que lleva a la desaparición de especies en peligro crítico de extinción (por ejemplo, el elefante de Sumatra, el tigre de Sumatra,[48] el rinoceronte de Sumatra y el orangután de Sumatra).[45][49][50]
- Reducción de la biodiversidad,[51] incluido el daño a los puntos críticos de biodiversidad.[50][52]
- Cultivar cultivos en tierras pertenecientes a pueblos indígenas de los estados de Sarawak y Kalimantan en la isla de Borneo y el estado malasio de Sabah.[53][54]
- El aumento de los brotes de enfermedades zoonóticas está relacionado con la deforestación en los países tropicales.[55]

### Contaminación del agua
En algunos estados donde se establece la palma aceitera, la aplicación laxa de la legislación ambiental conduce a la invasión de plantaciones en franjas ribereñas, y a la liberación de contaminantes como el efluente de la molienda de aceite de palma (POME, por sus siglas en inglés para Palm Oil Mill Effluent) al medio ambiente. POME es un producto de desecho creado durante las etapas finales de la extracción del aceite de palma. El proceso de gestión de residuos puede resultar muy difícil y costoso. Como resultado, un método común de eliminación implica la descarga en depósitos de agua cercanos. POME contiene altas concentraciones de nutrientes y puede fomentar el crecimiento de algas, que agotan los niveles de oxígeno y pueden tener implicaciones negativas para la vida acuática y, en consecuencia, alterar los ecosistemas. 
Se han desarrollado prácticas más respetuosas con el medio ambiente. Entre esos enfoques se encuentra el tratamiento anaeróbico de POME, que podría permitir la producción de biogás (metano) y la generación de electricidad, pero es muy difícil mantener condiciones óptimas de crecimiento para los organismos anaeróbicos que descomponen el acetato en metano (principalmente Methanosaeta concilii, una especie de Archaea).

### Emisiones de gases de efecto invernadero
Se afirma que los daños a las turberas, en parte debido a la producción de aceite de palma, contribuyen a la degradación ambiental, incluido el cuatro por ciento de las emisiones globales de gases de efecto invernadero, y el ocho por ciento de todas las emisiones globales causadas anualmente por la quema de combustibles fósiles, debido a la limpieza de grandes áreas de selva tropical para plantaciones de palma aceitera. Muchos bosques tropicales de Indonesia y Malasia se encuentran sobre turberas que almacenan grandes cantidades de carbono. La tala de bosques y el drenaje de pantanos para dar paso a las plantaciones libera este carbono. Un estudio revela que la conversión de turberas contribuye entre el 16,6 y el 27,9 por ciento del total de emisiones de gases de efecto invernadero de Malasia e Indonesia combinadas. El proceso de drenaje de las turberas y el crecimiento de palmeras jóvenes genera un 50 por ciento más de emisiones de gases de efecto invernadero en comparación con las plantaciones maduras. Esta es una preocupación creciente entre ecologistas y ambientalistas a medida que más turberas tropicales se están convirtiendo en plantaciones debido a la escasez de tierra, para satisfacer la creciente demanda de aceite de palma.
Grupos ambientalistas como Greenpeace afirman que esta deforestación produce muchas más emisiones de las que eliminan los biocombustibles. Greenpeace identificó turberas indonesias (bosques tropicales únicos cuyo denso suelo puede quemarse para liberar emisiones de carbono) que están siendo destruidas para dar paso a plantaciones de aceite de palma. Greenpeace sostiene que las turberas representan enormes sumideros de carbono y afirman que la destrucción ya representa el cuatro por ciento de las emisiones globales anuales de CO₂. Sin embargo, según el Laboratorio de Investigación de Turba Tropical, al menos una medición ha demostrado que las plantaciones de palma aceitera son sumideros de carbono porque las palmas aceiteras convierten el dióxido de carbono en oxígeno tal como lo hacen otros árboles, y, como se informó en la Segunda Comunicación Nacional de Malasia a Según la Convención Marco de las Naciones Unidas sobre el Cambio Climático, las plantaciones de palma aceitera contribuyen al sumidero neto de carbono de Malasia.
Greenpeace registró la destrucción de turberas en la provincia indonesia de Riau, en la isla de Sumatra, donde se encuentra el 25 por ciento de las plantaciones de palma aceitera de Indonesia. Greenpeace afirma que esto tendría consecuencias devastadoras para las turberas de Riau, que ya han sido degradadas por el desarrollo industrial y almacenan la enorme cantidad de 14 600 millones de toneladas de carbono, aproximadamente las emisiones de gases de efecto invernadero de un año.
Se ha pedido a ambientalistas y conservacionistas que se asocien con compañías de aceite de palma para comprar pequeñas extensiones de plantaciones de palma existentes, de modo que puedan utilizar las ganancias para crear reservas naturales de propiedad privada. Se ha sugerido que se trata de una estrategia más productiva que el actual enfoque de confrontación que amenaza los medios de vida de millones de pequeños agricultores.

### Niebla con humo
La niebla con humo, una forma de contaminación del aire, es un importante problema recurrente en todo el Sudeste Asiático, en parte relacionada con la quema de selvas tropicales y bosques pantanosos de turbera para despejar tierras para plantaciones de palma aceitera.

## Aumento de la demanda
Las empresas de alimentos y cosméticos, incluidas ADM, Unilever, Cargill, Procter & Gamble, Nestlé, Kraft y Burger King, están impulsando la demanda de nuevos suministros de aceite de palma, la demanda fue impulsada en parte por la necesidad de reemplazar el aceite con alto contenido de grasas trans. aceites de contenido.
Aunque el aceite de palma se utiliza en la producción de biocombustibles y se han hecho propuestas para usarlo en grandes instalaciones, un informe de 2012 del Instituto Internacional de Investigación sobre Políticas Alimentarias concluyó que el aumento en la producción de aceite de palma está relacionado con la demanda de alimentos, no demandas de biocombustibles.

### Biodiésel
El biodiésel elaborado a partir de aceite de palma cultivado en tierras no forestales sostenibles y en plantaciones establecidas reduce las emisiones de gases de efecto invernadero. Según Greenpeace, la tala de turberas para plantar palmas aceiteras libera grandes cantidades de gases de efecto invernadero, y el biodiésel producido a partir de palmas aceiteras cultivadas en estas tierras puede no resultar en una reducción neta de las emisiones de gases de efecto invernadero. Sin embargo, una investigación realizada por la Unidad de Investigación de Turba Tropical de Malasia ha descubierto que las plantaciones de palma aceitera desarrolladas en turberas producen menores emisiones de dióxido de carbono que las turberas forestales. Sin embargo, se ha sugerido que esta unidad de investigación fue encargada por políticos que tienen intereses en la industria del aceite de palma.
En 2011, ocho de las plantaciones de la Autoridad Federal de Desarrollo de Tierras (FELDA) de Malasia fueron certificadas bajo el Sistema Internacional de Certificación de Carbono y Sostenibilidad (ISCC), convirtiéndose en parte de la primera cadena de suministro y producción de biodiésel de palma certificada por ISCC en Asia. Este sistema de certificación cumplía con la Directiva de Energías Renovables (RED) de la Unión Europea.
En 2012, la Comisión Europea aprobó el sistema de certificación de biocombustibles de la Mesa Redonda sobre Aceite de Palma Sostenible (RSPO) que permitía la venta en Europa de biocombustibles de aceite de palma sostenible certificado. No obstante, el sistema no fue renovado y expiró el 30 de junio de 2021. Los Estados miembros podrán utilizar (e importar) biocombustibles a base de aceite de palma, pero no podrán incluir estos volúmenes al calcular en qué medida han cumplido sus objetivos de energías renovables.

## Sostenibilidad
Al menos el 17,4% del fruto de aceite de palma producido a nivel mundial en 2016 cumplió con estándares voluntarios de sostenibilidad como la Mesa Redonda sobre Aceite de Palma Sostenible (RSPO), Rainforest Alliance y productos orgánicos.
La Mesa Redonda sobre Aceite de Palma Sostenible (RSPO), fundada en 2004, trabaja para promover la producción de aceite de palma de origen sostenible mediante la participación de productores, procesadores, empresas alimentarias, inversores y ONG. A partir de 2008, el aceite de palma que cumple con los estándares introducidos por la RSPO ha sido designado "aceite de palma sostenible certificado" (CSPO). A los dos años de su implementación, el aceite de palma designado por la CSPO representaba el 7 por ciento del mercado mundial de aceite de palma. En octubre de 2012, la RSPO había certificado el 12 por ciento del aceite de palma. Sin embargo, en el primer año de la certificación CSPO sólo el 30 por ciento del petróleo sostenible se comercializó como CSPO.
En The Economist en 2010, la RSPO fue criticada por no establecer estándares para las emisiones de gases de efecto invernadero para las plantaciones y porque sus miembros representan sólo el 40 por ciento de la producción de aceite de palma. En un informe de 2007, Greenpeace criticó a las empresas alimentarias miembros de la RSPO diciendo que "dependen de proveedores que participan activamente en la deforestación y la conversión de turberas".
Tras una contribución de 1000 millones de dólares de Noruega, en mayo de 2010 Indonesia anunció una suspensión de dos años de nuevos acuerdos para talar bosques naturales y turberas. Además, Indonesia anunció planes para crear su propia organización similar a la RSPO, que, como sistema de certificación gubernamental, introducirá una regulación obligatoria para todos los productores de aceite de palma de Indonesia.
En 2011, Malasia comenzó a desarrollar una certificación nacional, la certificación "Aceite de palma sostenible de Malasia" (MSPO), para mejorar la participación en la producción de aceite de palma sostenible en todo el país. Se espera que el programa de certificación, dirigido a pequeños y medianos productores, se lance en 2014. Malasia ha iniciado su propia evaluación ambiental de la industria de la palma aceitera basada en enfoques de Análisis del ciclo de vida (ACV). El ACV se ha aplicado para evaluar el impacto ambiental de la producción de plántulas de palma aceitera, racimos de frutos frescos de palma aceitera, aceite de palma crudo,aceite de palmiste crudoy aceite de palma refinado. También se llevó a cabo la evaluación de industrias transformadoras como la del biodiésel.
En julio de 2020, los científicos demostraron, mediante un análisis detallado de imágenes satelitales, que la producción certificada de aceite de palma "sostenible" provocó la deforestación de los bosques tropicales de Sumatra y Borneo y puso en peligro la degradación del hábitat de los mamíferos en los últimos 30 años.

### Programas de créditos de carbono
Los productores de palma aceitera pueden participar en programas del Mecanismo de desarrollo limpio (MDL) en los que los países desarrollados invierten en proyectos de energía limpia en países en desarrollo para obtener créditos de carbono para compensar sus propias emisiones de gases de efecto invernadero y reducir las emisiones de gases de efecto invernadero en todo el mundo.
Los inversores han sido cautelosos a la hora de invertir en proyectos de biocombustibles de aceite de palma debido al impacto que la expansión de las plantaciones de palma aceitera ha tenido en los bosques tropicales, pero según la empresa de desarrollo del MDL del Sudeste Asiático, YTL-SV Carbon, muchos proyectos del MDL en El sector del aceite de palma se centra en mejorar el uso de productos de desecho para reducir las emisiones de gases y no contribuye al establecimiento de nuevas plantaciones de palma aceitera.

### Persuadiendo a los gobiernos
Quizás sea posible persuadir a los gobiernos de naciones que producen productos competidores para que promulguen leyes proteccionistas contra los productos de la deforestación, un enfoque que fue presentado en un informe de la Unión Nacional de Agricultores (Estados Unidos) y Avoided Deforestation Partners. El informe de 2010 estima que proteger los 13 000 000 de hectáreas (50 000 millas cuadradas) de bosque principalmente tropical que se pierden anualmente en todo el mundo aumentaría los ingresos agrícolas estadounidenses entre 190 y 270 mil millones de dólares entre 2012 y 2030. Sin embargo, varios grupos conservacionistas, incluidos Conservation International, Environmental Defense Fund, National Wildlife Federation y The Nature Conservancy, presentaron una refutación al informe, afirmando que estaba "basado en la suposición, totalmente infundada, de que la deforestación en los países tropicales puede interrumpirse fácilmente y, por lo tanto, sus conclusiones tampoco son realistas".